# Seirococcaceae
Famille
Les Seirococcaceae sont une famille d’algues brunes de l’ordre des Fucales. 

## Étymologie
Le nom vient du genre type Seirococcus, dérivé du grec σειρά / seirá, « corde ; chaine », et κόκκος / kókkos, « grain ; granule », littéralement « corde de granules » en référence à la fronde de l'algue qui porte sur sa bordure de « petits réceptacles, globuleux, enchaînés ensemble, sur des pédoncules ».

## Liste des genres
Selon AlgaeBase (23 août 2017) et World Register of Marine Species (23 août 2017) :
- Cystosphaera Skottsberg, 1907
- Marginariella Tandy, 1936
- Phyllospora C.Agardh, 1839
- Scytothalia Greville, 1830
- Seirococcus Greville, 1830